# راي كونيل
راي كونيل هو سياسي كندي، ولد في 1 ديسمبر 1916 في كندا، وتوفي في 14 نوفمبر 1986 في هاميلتون في كندا. حزبياً، نشط في حزب أونتاريو المحافظ التقدمي. وقد انتخب عضو برلمان مقاطعة أونتاريو.